# Сырдарьинская линия
Сырдарьинская линия (Сыр-Дарьинская линия) — наступательная и оборонительная линия, основанная после взятия кокандской крепости Ак-Мечеть (современный город Кызылорда) в 1853 году.
Первым было основано Аральское (Раимское) укрепление (современный аул Раим) с постами, в числе которых было укрепление в урочище Казалы, названное фортом № 1 (нынешний город Казалинск), форт № 2 в урочище Кармакчи (современный посёлок Джусалы), форт № 3 на рукаве Куандарья (Куван-Дарья), форт Перовского (современный город Кызылорда), основанный на месте кокандского укрепления Ак-мечеть. В 1855 году Перовский упразднил Аральское укрепление, перенеся его в форт № 1 (Казалинск). Форт № 3 был также упразднён после того, как хивинцы забросили построенное ими на Куандарье укрепление. После российского завоевания кокандского и хивинского ханств линия утратила своё стратегическое значение, но укомплектованный оренбургскими казаками гарнизон существовал в Казалинске и позднее.